# Lá cờ Georgia
Lá cờ Georgia là lá cờ của tiểu bang Georgia. Thiết kế hiện tại của lá cờ được thông qua vào ngày 19 tháng 2 năm 2003. Lá cờ có thiết kế tam tài với ba màu đỏ, trắng và đỏ, với một hình vuông màu xanh nước biển nằm ở phía trên bên trái của mặt trước lá cờ, trên đó có 13 ngôi sao trắng bao quanh huy hiệu tinh giản của tiểu bang Georgia cùng dòng chữ "In God We Trust", cả hai được tô màu vàng kim. 13 ngôi sao trên lá cờ Georgia tượng trưng cho mười ba bang thuộc địa thuở sơ khai.